# Peperomia velloziana
Peperomia velloziana là một loài thực vật có hoa trong họ Hồ tiêu. Loài này được Miq. miêu tả khoa học đầu tiên năm 1843.